# Федеральное министерство экономики и энергетики
Федеральное министерство экономики и защиты климата (нем. Bundesministerium für Wirtschaftl und Klimaschutz, BMWK) — одно из министерств Германии, отвечающее за развитие предпринимательства, поддержку бизнеса, введение новых технологий в экономику и т. д. Центральной задачей министерства является заложение основы для экономического процветания Германии с участием всех граждан, а также для современной системы экономических отношений.

## Структура и цели

### Цели
Министерство ставит перед собой следующие цели:
- обеспечение устойчивых возможностей роста и конкуренции в Германии
- обеспечение высокого уровня занятости
- поддержка (укрепление) малого и среднего бизнеса
- введение новых технологий и инноваций для поддержания конкурентоспособности экономики
- сочетание экономических и экологических целей
- развитие всеобщего разделения труда и международной торговли
- активное участие в обеспечении перехода от индустриального общества к постиндустриальному (информационному)
- гарантированное обеспечение энергией по разумным ценам

#### Фонд «Sovereign»
Федеральное министерство экономики и защиты климата закрыло неуспешный фонд «Sovereign» (отозвало деньги) для «стимулирования развития открытой цифровой инфраструктуры и экосистем с открытым исходным кодом». В свою очередь фонд «Sovereign» передал средства налогоплательщиков Германии, миллион евро, организации «GNOME Foundation» (базируется в американском городе Пало-Алто).

### Структура
Во главе министерства стоит федеральный министр. Ему подчиняются два «парламентских» заместителя министра («Parlamentarische Staatssekretäre», отвечают за поддержку федерального министра, выполняя различные вспомогательные функции). Ниже по рангу стоят 3 заместителя министра, непосредственно отвечающие за руководство 10 отделами:
- центральным (отдел Z)
- экономической политики (отдел I)
- промышленной политики (отдел IV)
- управления и планирования (отдел L)
- технологической политики (отдел VII)
- предприятий малого и среднего бизнеса (отдел II)
- внешнеэкономической политики (отдел V)
- европейской политики (отдел E)
- энергетической политики (отдел III)
- информационных технологий, коммуникаций и почтовой политики (отдел VI)

## История
Первое ведомство, выполняющее задачи в области экономики — Имперское управление экономики, — было образовано в 1917 году, в конце Первой мировой войны после созыва первого демократически избранного правительства во главе с Рудольфом Висселем (Социал-Демократическая партия Германии). А уже в марте 1919 г. оно получило название Имперское министерство экономики. В дальнейшем министерство также не раз меняло названия. Ниже представлена хронология:
- 1919—1945: Имперское министерство экономики
- 1946—1949: Управление экономики
- 1949—1998: Федеральное министерство экономики
- 1998—2002: Федеральное министерство экономики и технологий
- 2002—2005: Федеральное министерство экономики и труда
- 2005—2013: Федеральное министерство экономики и технологий
- 2013—2021: Федеральное министерство экономики и энергетики
- 2021—н. в.: Федеральное министерство экономики и защиты климата

### Федеральные министры с 1949 г.
| №                                               | Имя                            | Годы жизни                     | Вступление в должность         | Прекращение должности          |
| Федеральные министры экономики                  | Федеральные министры экономики | Федеральные министры экономики | Федеральные министры экономики | Федеральные министры экономики |
| ----------------------------------------------- | ------------------------------ | ------------------------------ | ------------------------------ | ------------------------------ |
| 01                                              | Людвиг Эрхард                  | 1897—1977                      | 20 сентября 1949               | 16 октября 1963                |
| 02                                              | Курт Шмюккер                   | 1919—1996                      | 17 октября 1963                | 30 ноября 1966                 |
| 03                                              | Карл Шиллер                    | 1911—1994                      | 1 декабря 1966                 | 7 июля 1972                    |
| 04                                              | Гельмут Шмидт                  | 1918—2015                      | 7 июля 1972                    | 15 декабря 1972                |
| 05                                              | Ганс Фридерикс                 | 1931—н. в.                     | 15 декабря 1972                | 7 октября 1977                 |
| 06                                              | Отто Ламбсдорф                 | 1926—2009                      | 7 октября 1977                 | 17 сентября 1982               |
| 07                                              | Манфред Ланштайн               | 1937—н. в.                     | 17 сентября 1982               | 1 октября 1982                 |
| 08                                              | Отто Ламбсдорф                 | 1926—2009                      | 4 октября 1982                 | 27 июня 1984                   |
| 09                                              | Мартин Бангеман                | 1934—2022                      | 27 июня 1984                   | 9 декабря 1988                 |
| 10                                              | Гельмут Хаусман                | 1943—н. в.                     | 9 декабря 1988                 | 18 января 1991                 |
| 11                                              | Юрген Мёллеман                 | 1945—2003                      | 18 января 1991                 | 21 января 1993                 |
| 12                                              | Гюнтер Рексродт                | 1941—2004                      | 21 января 1993                 | 26 октября 1998                |
| Федеральные министры науки и технологий         |                                |                                |                                |                                |
| 13                                              | Вернер Мюллер                  | 1946—2019                      | 27 октября 1998                | 22 октября 2002                |
| Федеральные министры науки и труда              |                                |                                |                                |                                |
| 14                                              | Вольфганг Клемент              | 1940—2020                      | 22 октября 2002                | 22 ноября 2005                 |
| Федеральные министры науки и технологий         |                                |                                |                                |                                |
| 15                                              | Михаэль Глос                   | 1944—н. в.                     | 22 ноября 2005                 | 10 февраля 2009                |
| 16                                              | Карл-Теодор цу Гуттенберг      | 1971—н. в.                     | 10 февраля 2009                | 28 октября 2009                |
| 17                                              | Райнер Брюдерле                | 1945—н. в.                     | 28 октября 2009                | 12 мая 2011                    |
| 18                                              | Филипп Рёслер                  | 1973—н. в.                     | 12 мая 2011                    | 17 декабря 2013                |
| Федеральные министры экономики и энергетики     |                                |                                |                                |                                |
| 19                                              | Зигмар Габриель                | 1958—н. в.                     | 17 декабря 2013                | 27 января 2017                 |
| 20                                              | Бригитта Циприс                | 1953—н. в.                     | 27 января 2017                 | 14 марта 2018                  |
| 21                                              | Петер Альтмайер                | 1958—н. в.                     | 14 марта 2018                  | 8 декабря 2021                 |
| Федеральные министры экономики и защиты климата |                                |                                |                                |                                |
| 22                                              | Роберт Хабек                   | 1969—н. в.                     | 8 декабря 2021                 |                                |